# Henriette
 For alternative betydninger, se Henriette (flertydig). (Se også artikler, som begynder med Henriette)
 "Henrietta" omdirigeres hertil. For andre betydninger af Henrietta, se Henrietta (flertydig).
Henriette er et pigenavn, der er på Kirkeministeriets liste over godkendte fornavne.
Det er afledt af drengenavnet Henrik.
Varianter af navnet omfatter Henrijette og Henrietta. Omkring 8.300 bærer et af disse navne i 2012 ifølge Danmarks Statistik.

## Kendte personer med navnet
- Henriette Kjær – konservativ politiker og tidligere minister
- Henriette Mikkelsen – dansk tidligere håndboldlandsholdsspiller
- Henriette Honoré – tv-vært fra TV 2
- Henriette Heise − dansk billedkunstner
- Henrietta Maria – den britiske kong Karl 1.s hustru (1609-1669)

## Navnet i fiktionen
- H.C. Andersen har skrevet et digt med titlen "Henriette Wulff (I det brændende skib på det rullende hav)" – et digt om en veninde af Andersen, der druknede ved forliset af skibet "Austria" i 1858.
- I Alfred Hitchcocks film fra 1949 Lady Henrietta (originaltitel: Under Capricorn) spiller Ingrid Bergman hovedpersonen ved navn Lady Henrietta Flusky.

## Eksterne referencer
- Netbaby, Henriette